# Macchi M.52
Die Macchi M.52 ist ein Schwimmerflugzeug des italienischen Flugzeugherstellers Macchi.

## Geschichte
Die M.52 wurde von Mario Castoldi für die Teilnahme an der Schneider-Trophy – einem Wettbewerb speziell für Schwimmerflugzeuge und Flugboote – konstruiert. Drei Exemplare wurden gebaut, von denen das Erste im August 1927 den Erstflug absolvierte. Sie besaßen bei 7,14 m Länge eine Spannweite von 8,98 m. Als Antrieb diente ein 12-Zylinder-Motor Fiat AS.3 mit 1.000 PS (735,5 kW). Der Wettbewerb fand im Folgemonat statt und wurde von Motorproblemen überschattet. Zwei Maschinen schieden deswegen aus dem Rennen aus und auch Hauptmann Federico Guazetti musste mit der letzten M.52 in der Endrunde aufgeben. Allerdings gelang es Mario de Bernardi, am 4. November 1927 mit einer M.52 einen Weltrekord von 479,29 km/h auf einem 3000-m-Kurs erfliegen.
Aufgrund des Misserfolgs beim Wettbewerb wurde der Typ zur M.52R (auch: M.52bis) mit 7,85 m verkleinerter Spannweite bei einer auf 1480 kg gesenkten Startmasse weiterentwickelt, mit der wiederum de Bernardi den Geschwindigkeitsrekord am 30. März 1928 auf 512,776 km/h erhöhen konnte. Beim Rennen von 1929 belegte dieser Typ mit dem Piloten Tommaso Dal Mólin den zweiten Platz mit einer Durchschnittsgeschwindigkeit von 457,38 km/h. Angetrieben wurde er ebenfalls von einem Fiat AS.3.